# Inwydinge van 't stadthuis t' Amsterdam
Inwydinge van ’t stadthuis t’ Amsterdam is een 1369 versregels tellend lofdicht uit 1655 van Joost van den Vondel, gewijd aan het op 29 juli van dat jaar geopende maar nog onvoltooide stadhuis op de Dam.

## Achtergrond
Op 29 juli 1655 werd het nog onvoltooide stadhuis officieel geopend. Pas tien jaar later waren de tweede verdieping, de zolder en de koepel voltooid. Stadsarchitect Daniël Stalpaert leidde Vondel rond en liet hem de tekeningen van het onvoltooide gedeelte zien en gaf toelichting over de decoraties. Zo kon Vondel zijn gedicht schrijven alsof het stadhuis al voltooid was.

## Motto en titelgravure
Het Latijnse motto ‘Tectum augustum ingens’ op het titelblad betekent: een zeer groot en verheven gebouw. De titelgravure toont een sokkel waaraan de goden van de Amstel en de IJ-stroom rusten. Op de sokkel zit de Amsterdamse maagd met het gebouw op de knie en symbolen van de bouwkunst in haar hand en aan haar voeten, geflankeerd door symbolen van faam, handel en overvloed.

## Inhoud
Door de gehele geschiedenis heen blijkt het stadhuis het hart van de stad te zijn. Naarmate Amsterdam zich ontwikkelde, was het stadhuis dan ook steeds op andere locaties te vinden en nu is de Dam daarvoor de aangewezen plaats. De bouw was een doordachte beslissing en een vastberaden uitgevoerd project. De Dam is het economisch en bestuurlijk hart van de stad. De buitenkant van het stadhuis kent twee frontons. De binnenkant heeft meerdere verdiepingen, waarin kamers en zalen die elk onderdak bieden aan de werkzaamheden die voor een ordentelijk stadsbestuur nodig zijn. De decoraties, met name beeldhouwwerken en schilderijen, zijn inhoudelijk gepast naar de functie van de ruimte. Het gebouw is niet te groot of te overdadig van schoonheid voorzien. De omvang is noodzakelijk en de schoonheid in overeenstemming met de waardigheid van het stadsbestuur. Maar het gebouw komt alleen eer toe als het stadsbestuur blijk geeft van bekwaamheid.

## Publicatiegeschiedenis
De eerste druk verscheen in 1655 bij de weduwe A. de Wees. Kort na de publicatie van het gedicht verscheen onder dezelfde titel een gedicht van Jan Vos, met als ondertitel Den tweeden druk, op nieus vermeerdert. Zo kreeg de lezer de indruk dat hij een verbeterde versie van Vondels gedicht in handen had, hoewel de strekking heel anders was: goden komen zich met de bouw bemoeien.

## Waardering
Literatuurhistorici Porteman en Smits-Veldt noemden het gedicht ‘een doorwrocht en virtuoos staatkundig-filosofisch betoog’.